# عضلة مقابلة للخنصر
العضلة المقابلة للخنصر (Opponens digiti minimi muscle) هي، في علم تشريح الإنسان، أحد عضلات الطرف العلوي.